# Llau del Retiro de Carreu

La Llau del Retiro de Carreu, respecte del terme d'Abella de la Conca

La llau del Retiro de Carreu és una llau del terme municipal d'Abella de la Conca, al Pallars Jussà.
S'origina al peu d'una cinglera, on van a parar, quan plou, les aigües del barranc de la Creueta. Davalla cap a migdia i forma el Clot de Moreu, al sud del qual s'aboca en el riu de Carreu.